# Willy Lehmann
Willy Lehmann (ur. 30 sierpnia 1925 w Bitterfeldzie) – wschodnioniemiecki kierowca wyścigowy.

## Kariera
W 1950 roku zdobył tytuł w mistrzostwach Kleinstrennwagen. W 1951 roku zadebiutował we Wschodnioniemieckiej Formule 3. Zajął wówczas trzecie miejsce w klasyfikacji generalnej. Rok później zdobył pierwszy tytuł. W połowie 1953 roku nabył zachodnioniemiecki samochód Scampolo-BMW. W 1954 obronił tytuł, chociaż najszybszym kierowcą był Theo Helfrich w Cooperze. Był mistrzem Wschodnioniemieckiej Formuły 3 do 1958 roku, kiedy to mistrzem został Heinz Melkus. Zdobył później jeszcze dwa tytuły we Wschodnioniemieckiej Formule Junior, oraz kolejne dwa po reaktywacji Formuły 3.
Ścigał się również okazyjnie w wyścigach w RFN, a także w WSMP.

## Wyniki we Wschodnioniemieckiej Formule 3
| Legenda oznaczeń w tabelach wyników Wyświetl szablon na nowej stronie | Legenda oznaczeń w tabelach wyników Wyświetl szablon na nowej stronie                                                                     |
| Oznaczenie                                                            | Wyjaśnienie |
| --------------------------------------------------------------------- | --- |
| Złoty                                                                 | Zwycięzca lub mistrzostwo |
| Srebrny                                                               | 2. miejsce lub wicemistrzostwo |
| Brązowy                                                               | 3. miejsce lub II wicemistrzostwo |
| Zielony                                                               | Ukończył, punktował (w klasyfikacji generalnej, gdy zdobył co najmniej jeden punkt na przestrzeni sezonu, poza trzema powyższymi opcjami) |
| Niebieski                                                             | Ukończył, nie punktował (w klasyfikacji generalnej, gdy nie zdobył co najmniej jednego punktu na przestrzeni sezonu)                      |
| Czerwony                                                              | Nie zakwalifikował się (NZ) |
| Czerwony                                                              | Nie prekwalifikował się (NPK) |
| Różowy                                                                | Nie ukończył (NU) |
| Różowy                                                                | Niesklasyfikowany (NS) (w klasyfikacji generalnej, gdy nie został sklasyfikowany w żadnym wyścigu sezonu)                                 |
| Czarny                                                                | Zdyskwalifikowany (DK) |
| Czarny                                                                | Wykluczony (WYK/EX) |
| Biały                                                                 | Nie wystartował (NW) |
| Biały                                                                 | Kontuzjowany (K/INJ) |
| Biały                                                                 | Wyścig odwołany (OD/C) |
| Bez koloru                                                            | Został wycofany (WYC/WD) |
| Bez koloru                                                            | Nie przybył (NP/DNA) |
| Bez koloru                                                            | Nie brał udziału w treningach (NT/DNP) |
| Bez koloru                                                            | Nie został zgłoszony (–) |
| Pogrubienie                                                           | Start z pole position |
| Kursywa                                                               | Najszybsze okrążenie wyścigu |
| †                                                                     | Nie ukończył, ale jego rezultat został zaliczony ze względu na przejechanie więcej niż 90% dystansu wyścigu.                              |
| *                                                                     | Sezon w trakcie |
| 1/2/3                                                                 | Punktowana pozycja w sprincie kwalifikacyjnym                                                                                             |
| Lista systemów punktacji Formuły 1                                    | |

W latach 1960–1963 mistrzostwa rozgrywano według przepisów Formuły Junior.
| Rok  | Zespół                 | Samochód     | Silnik   | Wyniki w poszczególnych eliminacjach | Wyniki w poszczególnych eliminacjach | Wyniki w poszczególnych eliminacjach | Wyniki w poszczególnych eliminacjach | Wyniki w poszczególnych eliminacjach | Wyniki w poszczególnych eliminacjach | Pkt. | Msc. |
| ---- | ---------------------- | ------------ | -------- | ------------------------------------ | ------------------------------------ | ------------------------------------ | ------------------------------------ | ------------------------------------ | ------------------------------------ | ---- | ---- |
| 1951 |                        |              |          |                                      |                                      |                                      |                                      |                                      |                                      | 6    | 3    |
| 1951 | BSG Einheit Bitterfeld | Grün WGW     | BMW      | NU                                   | NU                                   | 1                                    | ?                                    |                                      |                                      | 6    | 3    |
| 1952 |                        |              |          |                                      |                                      |                                      |                                      |                                      |                                      | 18   | 1    |
| 1952 | BSG Einheit Bitterfeld | Grün WGW     | BMW      | NU                                   | 2                                    | 1                                    | 2                                    |                                      |                                      | 18   | 1    |
| 1953 |                        |              |          |                                      |                                      |                                      |                                      |                                      |                                      | 24   | 1    |
| 1953 | BSG Einheit Bitterfeld | Grün WGW     | BMW      | NU                                   | 3                                    | NU                                   | 3                                    | -                                    |                                      | 24   | 1    |
| 1953 | BSG Einheit Bitterfeld | Scampolo 502 | BMW      | -                                    | -                                    | -                                    | -                                    | 2                                    |                                      | 24   | 1    |
| 1954 |                        |              |          |                                      |                                      |                                      |                                      |                                      |                                      | 21   | 1    |
| 1954 | BSG Einheit Bitterfeld | Scampolo 502 | BMW      | NU                                   | 2                                    | 3                                    | 4                                    |                                      |                                      | 21   | 1    |
| 1955 |                        |              |          |                                      |                                      |                                      |                                      |                                      |                                      | 22   | 1    |
| 1955 | BSG Einheit Halle      | Scampolo 502 | BMW      | 1                                    | 2                                    | 3                                    | NU                                   |                                      |                                      | 22   | 1    |
| 1956 |                        |              |          |                                      |                                      |                                      |                                      |                                      |                                      | 20,5 | 1    |
| 1956 | BSG Einheit Halle      | Scampolo 502 | BMW      | 4                                    | 4                                    | 5                                    | 4                                    |                                      |                                      | 20,5 | 1    |
| 1957 |                        |              |          |                                      |                                      |                                      |                                      |                                      |                                      | 24   | 1    |
| 1957 | BSG Einheit Halle      | Scampolo 502 | BMW      | 2                                    | 3                                    | 4                                    | 3                                    |                                      |                                      | 24   | 1    |
| 1958 |                        |              |          |                                      |                                      |                                      |                                      |                                      |                                      | 16   | 2    |
| 1958 | MC Bitterfeld          | Scampolo 502 | BMW      | ?                                    | ?                                    | 5                                    | 4                                    | 6                                    | 7                                    | 16   | 2    |
| 1960 |                        |              |          |                                      |                                      |                                      |                                      |                                      |                                      | 19   | 3    |
| 1960 | MC Bitterfeld          | Scampolo 502 | Wartburg | NU                                   | NU                                   | 1                                    | NU                                   | 2                                    | -                                    | 19   | 3    |
| 1960 | MC Halle               | Scampolo 502 | Wartburg | -                                    | -                                    | -                                    | -                                    | -                                    | 1                                    | 19   | 3    |
| 1961 |                        |              |          |                                      |                                      |                                      |                                      |                                      |                                      | 34   | 1    |
| 1961 | MC Halle               | Scampolo 502 | Wartburg | 1                                    | 1                                    | 1                                    | 2                                    | 1                                    | 1                                    | 34   | 1    |
| 1962 |                        |              |          |                                      |                                      |                                      |                                      |                                      |                                      | 26   | 1    |
| 1962 | MC Halle               | SEG I        | Wartburg | 3                                    | 1                                    | NU                                   | 1                                    | 2                                    | 2                                    | 26   | 1    |
| 1963 |                        |              |          |                                      |                                      |                                      |                                      |                                      |                                      | 12   | 3    |
| 1963 | MC Halle               | SEG II       | Wartburg | NU                                   | NU                                   | 1                                    | 4                                    | NU                                   | NU                                   | 12   | 3    |
| 1964 |                        |              |          |                                      |                                      |                                      |                                      |                                      |                                      | 12   | 5    |
| 1964 | MC Halle               | SEG II       | Wartburg | NU                                   | NU                                   | 2                                    | NU                                   | NU                                   | 2                                    | 12   | 5    |
| 1965 |                        |              |          |                                      |                                      |                                      |                                      |                                      |                                      | 25   | 1    |
| 1965 | MC Halle               | SEG II       | Wartburg | 6                                    | NU                                   | 11                                   | 4                                    | NU                                   | 3                                    | 25   | 1    |
| 1966 |                        |              |          |                                      |                                      |                                      |                                      |                                      |                                      | 35   | 1    |
| 1966 | MC Halle               | SEG II       | Wartburg | 3                                    | 4                                    | 4                                    | 1                                    | 2                                    | NU                                   | 35   | 1    |
| 1967 |                        |              |          |                                      |                                      |                                      |                                      |                                      |                                      | 12   | 4    |
| 1967 | MC Halle               | SEG II       | Wartburg | NU                                   | NU                                   | 2                                    | -                                    | NW                                   | 3                                    | 12   | 4    |